# Targhe d'immatricolazione dei Paesi Bassi

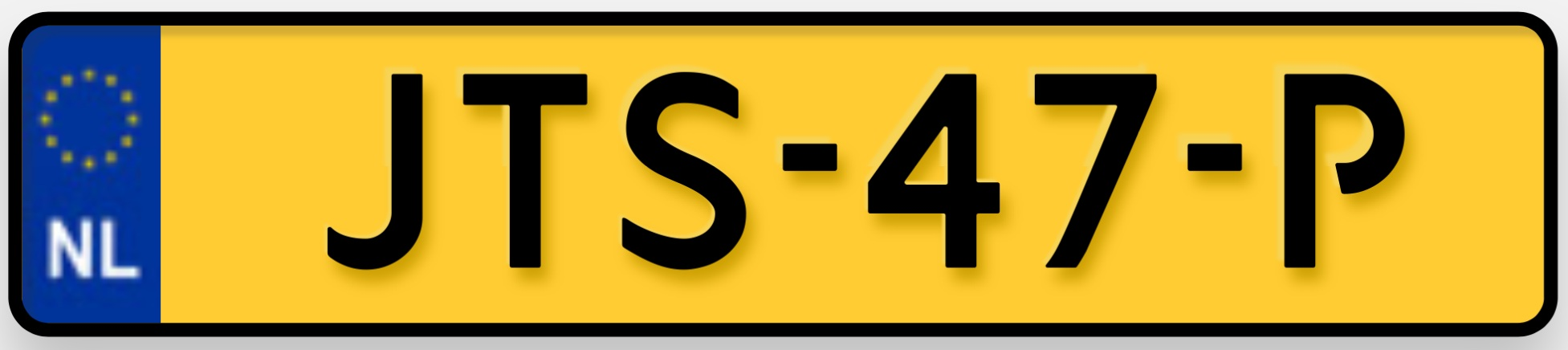
Serie su una linea in uso dal 2019 per autovetture private

Le targhe d'immatricolazione dei Paesi Bassi, di cui esistono diversi tipi, dal 1978 hanno nella maggior parte dei casi un fondo giallo riflettente con combinazione alfanumerica a caratteri neri. Nella parte sinistra è posizionata una banda blu con in alto le dodici stelle, disposte in cerchio e gialle, dell'Unione Europea e in basso la sigla automobilistica internazionale NL bianca. Dal 1º febbraio 2000 la banda blu è obbligatoria per tutti i veicoli, eccettuati quelli prodotti prima del 1977, le cui targhe hanno caratteri di colore bianco riflettente su fondo blu scuro.
Le targhe in uso non sono legate in alcun modo alla provenienza, ma approssimativamente si può risalire al periodo di prima immatricolazione del veicolo visto che la targa resta legata all'automezzo anche in caso di vendita.

## Storia

### Dal 1905 al 1951

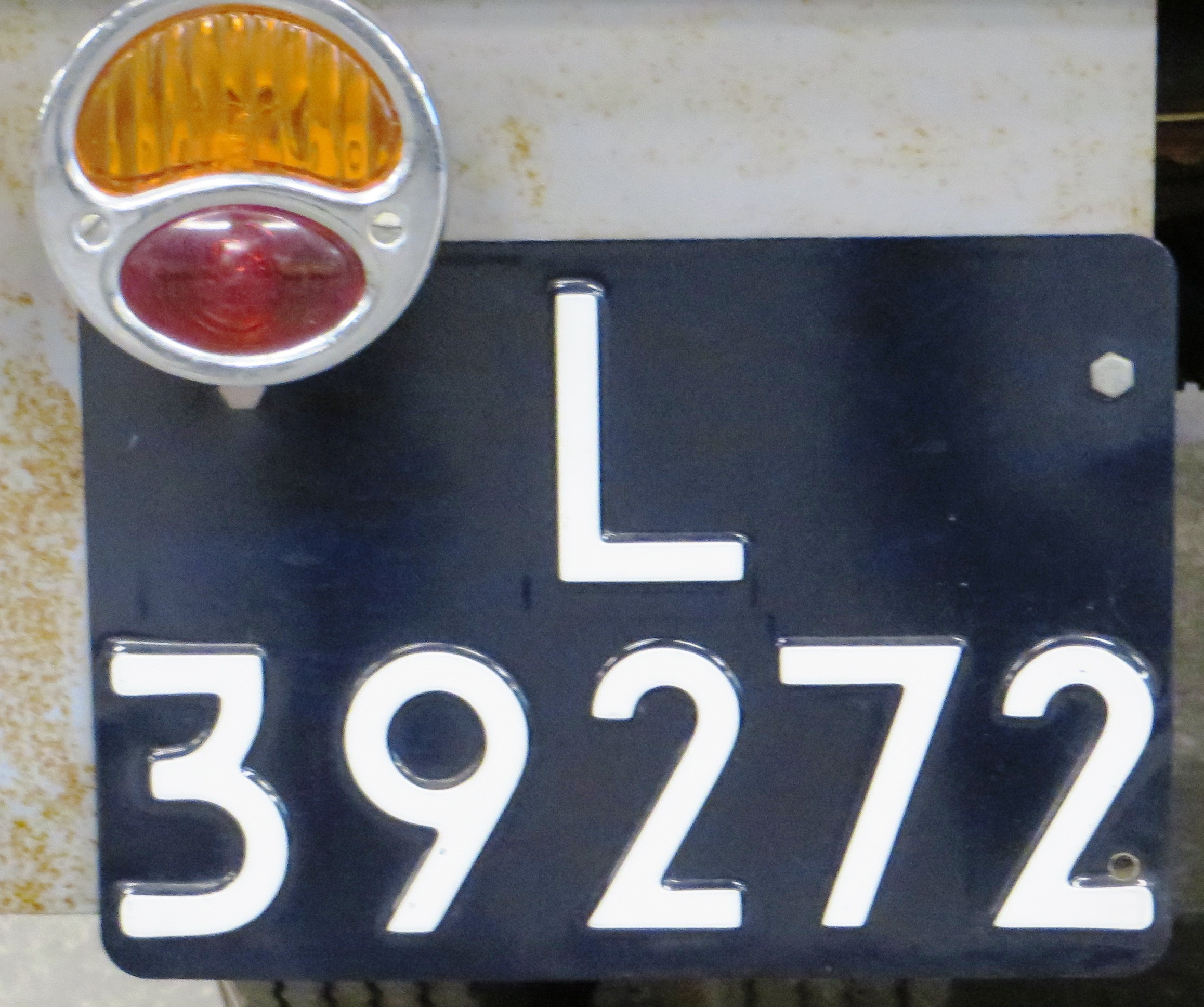
Targa posteriore pre-1951 di un'auto immatricolata nella provincia di Utrecht (L)

Dal 1905 al 1951 le targhe olandesi erano nere con caratteri bianchi. Erano costituite da una o due lettere indicanti la provincia e da un numero progressivo, separati da un trattino.
- A - Groninga
- B - Frisia
- D - Drenthe
- E - Overijssel
- G, GX, GZ - Olanda Settentrionale
- H, HX, HZ - Olanda Meridionale

- K - Zelanda
- L - Utrecht
- M - Gheldria
- N - Brabante Settentrionale
- P - Limburgo
- R - Territori d'oltremare e targhe provvisorie

### Dal 1951 a oggi
A partire dal 1951 le targhe emesse, eccettuate alcune provvisorie, non hanno più indicato la provincia. Sono tuttora composte da una sequenza alfanumerica di sei caratteri separati a due a due da trattini, senza alcun significato specifico. Gli schemi delle targhe che si sono succeduti negli anni sono stati i seguenti:
| Formato e numerazione | Serie | Data di introduzione per tipologia di veicoli | Data di introduzione per tipologia di veicoli | Data di introduzione per tipologia di veicoli | Data di introduzione per tipologia di veicoli | Data di introduzione per tipologia di veicoli | Data di introduzione per tipologia di veicoli | Data di introduzione per tipologia di veicoli | Note | |      | |
| --------------------- | ----- | --------------------------------------------- | --------------------------------------------- | --------------------------------------------- | --------------------------------------------- | --------------------------------------------- | --------------------------------------------- | --------------------------------------------- | --- | --- | ---- | --- |
| Formato e numerazione | Serie |                                               | 1                                             | 1951                                          | 1951                                          | −                                             | 1951                                          | 1951                                          | Note | 1963 | 1963 | In questa serie la seconda lettera è riservata a specifici tipi di veicoli (autovetture D, G, K, P, T e X, moto E, H, L, R, U e Z, veicoli commerciali e autobus di larghezza inferiore a 2,20m A, F, J, N, S e V, veicoli commerciali e autobus di larghezza superiore a 2,20m B); veicoli commerciali e autobus avevano la targa col fondo di colore grigio. Queste targhe sono ancora in uso per auto, moto e mezzi commerciali d'epoca d'importazione, ma non mantengono la codifica della seconda lettera. Dall'introduzione della banda europea NL, tutti i proprietari di veicoli d'epoca di età superiore ai 40 anni possono scegliere se mantenere il vecchio formato o utilizzare quello nuovo. La lettera Y è assegnata alle barche a motore. Niente quattro zeri. |
|                       | 2     | 1965                                          | −                                             | −                                             | 1974                                          | −                                             | 1977                                          | −                                             | Queste targhe sono ancora in uso per auto d'epoca di importazione. Dall'introduzione della banda europea NL, tutti i proprietari, incluse le nuove emissioni per veicoli d'epoca, possono scegliere se mantenere il vecchio formato o utilizzare quello nuovo. La lettera Y è riservata all'immatricolazione di barche a motore. Niente quattro zeri. | |      | |
|                       | 3     | 1973                                          | −                                             | −                                             | 1977                                          | −                                             | 1983                                          | −                                             | Nel 1976 e nel 1977 il colore blu era leggermente più chiaro e i caratteri usati diversi. A partire dal 1978, tutte le nuove targhe emesse in questa serie assumono la colorazione della serie 4. Dall'introduzione della banda europea NL, tutti proprietari possono scegliere se mantenere il vecchio formato o utilizzare quello nuovo. La lettera Y è riservata alle youngtimer, ossia ad automobili di età superiore ai 15 e inferiore a 40 anni. Niente quattro zeri. | |      | |
|                       | 4     | 1978                                          | 1980                                          | −                                             | 1980                                          | −                                             | 1988                                          | 1988                                          | Da questa serie la prima lettera è riservata a specifici tipi di veicoli (rimorchi W, semirimorchi O, veicoli commerciali fino a 3.5t V, veicoli commerciali oltre 3.5t B, moto M, autovetture D, F, G, H, J, K, L, N, P, R, S, T, X, Y e Z) e, al fine di evitare, allo stesso tempo, errori di lettura della targa e combinazioni con un significato sensato, dopo la prima lettera, viene vietato l'utilizzo di alcune di esse (A, C, E, I, O, Q, W). Questa serie è in uso sui semirimorchi (OX-99-XX). A partire dal 1999, tutte le nuove targhe emesse in questa serie assumono la colorazione della serie 6. Dopo l'introduzione della banda europea NL, tutte le targhe di questa serie, eccetto alcuni casi particolari, sono state sostituite con quelle di nuovo formato. No doppio zero. | |      | |
|                       | 5     | 1991                                          | 1999                                          | −                                             | 1994                                          | 1994                                          | 2000                                          |                                               | A partire da questa serie, la lettera Y viene utilizzata solo per la registrazione di imbarcazioni a motore e conseguentemente non più usata né come prima lettera per le autovetture né come lettera successiva per gli altri tipi di veicoli. Dal 1999 tutte le nuove targhe emesse in questa serie assumono la colorazione della serie 6. Dopo l'introduzione della banda europea NL, tutte le targhe di questa serie, eccetto alcuni casi particolari, sono state sostituite con quelle di nuovo formato. No doppio zero. | |      | |
|                       | 6     | 1999                                          | 2011                                          | −                                             | −                                             | 1998                                          | 2008                                          |                                               | Nuovo carattere, bordo nero, banda europea NL e sistema anticontraffazione. Questa serie è in uso sui motocicli (99-MX-XX) e sui rimorchi (99-WX-XX). No doppio zero. | |      | |
|                       | 7     | 2008                                          |                                               | 2005                                          | 2012                                          | 2006                                          | 2021                                          |                                               | Questa serie è in uso per veicoli commerciali >3.5t (99-BXX-9), e questa serie è anche in uso per rimorchi a partire dal luglio 2021. (99-WXX-9) . Da questa serie le prime lettere D e F (no 00 doppio zero!) sono state riservate ai ciclomotori. No 00-GBB-1 e no 00-GBB-2. No da 00-xSD-1 a 99-xSD-9 e no da 00-xSS-1 a 99-xSS-9. No da 00-VSB-1 a 99-VSZ-9. No singolo zero. | |      | |
|                       | 8     | 2013                                          |                                               | −                                             |                                               | 2009                                          |                                               |                                               | Le prime lettere di questa serie possono essere solamente K, S, T, X e Z e la serie V per veicoli commerciali <3.5t; tutte le altre lettere sono riservate alle targhe temporanee da esportazione. No 1-xSD-00 - 9-xSD-99 e no 1-xSS-00 - 9-xSS-99, e no 1-VVD-00 - 9-VVD-99. No singolo zero. | |      | |
|                       | 9     | 2015                                          |                                               | 2006                                          | 2025                                          |                                               | 2012                                          |                                               | | No da LB-001-B a LZ-999-Z. No da SD-001-B a SD-999-Z e no da SS-001-B a SS-999-Z. No da SP-155-P a SP-999-Z. No triplo zero. Incl. 18-2-2025 anche per autocarri targati B. |      | |
|                       | 10    | 2019                                          |                                               | 2008                                          |                                               | 2016                                          |                                               |                                               | Questa serie è in uso per le autovetture (G, H, J, K, L, N, P, R, S, T, X e Z). No x-001-SD - x-999-SD e no x-001-SS - x-999-SS. No da S-001-DB a S-999-DZ. No triplo zero. | |      | |
|                       | 11    | 2024                                          |                                               | 2015                                          |                                               | 2019                                          |                                               |                                               | Questa serie è in uso per ciclomotori (da DBB-01-B fino a FZZ-99-Z incluso). Questa serie è anche in uso per i veicoli commerciali <3.5t (da VBB-01-B fino a VZZ-99-Z incluso). No da VVD-01-B a VVD-99-Z Dal 1 gennaio 2021: veicoli agricoli (L) e trattori (T). No da TBS-01-B a TBS-99-Z. Anche per le autovetture dal 4 giugno 2024 da GBB-01-B (Dopo G seguito da H e J), leggere https://www.rdw.nl/particulier/nieuws/2024/nieuw-kenteken-voor-personenautos No doppio zero. No da xyS-01-D a xyS-99-D e no da xyS-01-S a xyS-99-S. No da xSD-01-B a xSD-99-Z e no da xSS-01-B a xSS-99-Z. | |      | |
|                       | 12    |                                               |                                               |                                               |                                               | 2024                                          |                                               |                                               | Questa serie 12 è in uso per trattori (T) dal 31 dicembre 2021 e dall'8 gennaio 2024 anche per i veicoli commerciali <3.5t. (V). NO V-43-BBB - V-99-BZZ! No doppio zero. 8-1-2024: VZZ-02-Z - VZZ-99-Z, V-01-BBB - V-42-BBB, V-01-DBB - V-23-DBF. Per evitare le combinazioni SD e SS da T/V-01-xSD a T/V-99-xSD e da T/V-01-xSS a T/V-99-xSS non viene/sarà utilizzata, x è B - Z. Anche se FVD è un partito politico, sono stati comunque emessi i titoli da T-01-FVD a T-99-FVD! | |      | |
|                       | 13    |                                               |                                               |                                               |                                               |                                               |                                               |                                               | Questa serie 13 è in uso per veicoli agricoli con targa di transito o autoveicoli da esportazione (da 0-GV-001 a 9-GV-999); la lettera Y è assegnata alle barche a motore. No 0-GV-000 - 9-GV-000. | |      | |
|                       | 14    |                                               |                                               |                                               |                                               |                                               |                                               |                                               | Questa serie 14 è in uso da giugno 2019 per veicoli agricoli con targa di transito o autoveicoli da esportazione (da 001-GV-0 a 456-GV-4) No 000-GV-0 - 000-GV-4. | |      | |

## Sistema in uso
Le targhe possono essere di diversi colori e in tre diversi formati: quello su un'unica riga (520 × 110 mm), quello su doppia linea (340 × 210 mm) e quello americano (300 × 110 mm); inoltre la targa anteriore e posteriore non devono avere necessariamente le stesse dimensioni. Altri formati specifici sono quelli per ciclomotori e quelli per motocicli (210 × 143 mm). Solo le targhe con fondo giallo, che sono comunque la stragrande maggioranza, riportano la banda europea con la sigla internazionale NL. Le targhe con formato americano, anche se con fondo giallo, sono prive della banda sopra specificata. Sono vietate le seguenti combinazioni di lettere:
- GVD, abbreviazione di Godverdomme, un'espressione blasfema in olandese;
- KKK, sigla del movimento razzista Ku Klux Klan;
- LPF, acronimo del partito politico (attivo fino al 2008) Lijst Pim Fortuyn;
- NSB, sigla del Nationaal-Socialistische Beweging (Movimento Nazional-Socialista dei Paesi Bassi);
- PKK, sigla del Partîya Karkerén Kurdîstan (Partito dei Lavoratori del Kurdistan);
- PSV, squadra di calcio di Eindhoven;
- PVV, acronimo del Partij voor de Vrijheid (Partito per la Libertà);
- VVD, acronimo del Volkspartij voor Vrijheid en Democratie (Partito per la Libertà e Democrazia) a partire dalla serie 8;
- SA, sigla delle Sturmabteilung naziste;
- SD, sigla del Sicherheitsdienst (Servizio Segreto della Germania nazista), anche nelle combinazioni a tre lettere GSD,  HSD, JSD ecc. fino a ZSD compresa, e SDB–SDZ; DSD-01-B fino a DSD-99-Z compresa (e VSD-01-B fino a VSD-99-Z compresa); DxS-01-D fino a DxS-99-D compresa,  VxS-01-D fino a VxS-99-D compresa, x = B fino a Z compresa;
- SS, sigla delle Schutzstaffeln naziste, anche nelle combinazioni a tre lettere  GSS, HSS, JSS ecc. fino a ZSS compresa, e SSB–SSZ; DSS-01-B fino a DSS-99-Z compresa (e VSS-01-B fino a VSS-99-Z compresa); DxS-01-S fino a DxS-99-S compresa,  VxS-01-S fino a VxS-99-S compresa, x = B fino a Z compresa;
- TBS, lettere aventi il significato di Terbeschikkingstelling (trattamento sanitario obbligatorio).

Nonostante il divieto, nel mese di novembre del 2010, a causa di un errore, circa un centinaio di targhe con la sigla NSB sono state emesse e successivamente ritirate.
Le targhe vengono prodotte esclusivamente da soggetti privati autorizzati. Il RDW (Rijksdienst voor het Wegverkeer), l'ente preposto ai trasporti stradali nei Paesi Bassi, rimane comunque responsabile per la gestione del pubblico registro automobilistico e l'emissione dei documenti di proprietà e di circolazione del veicolo.

### Libretto di circolazione con microchip

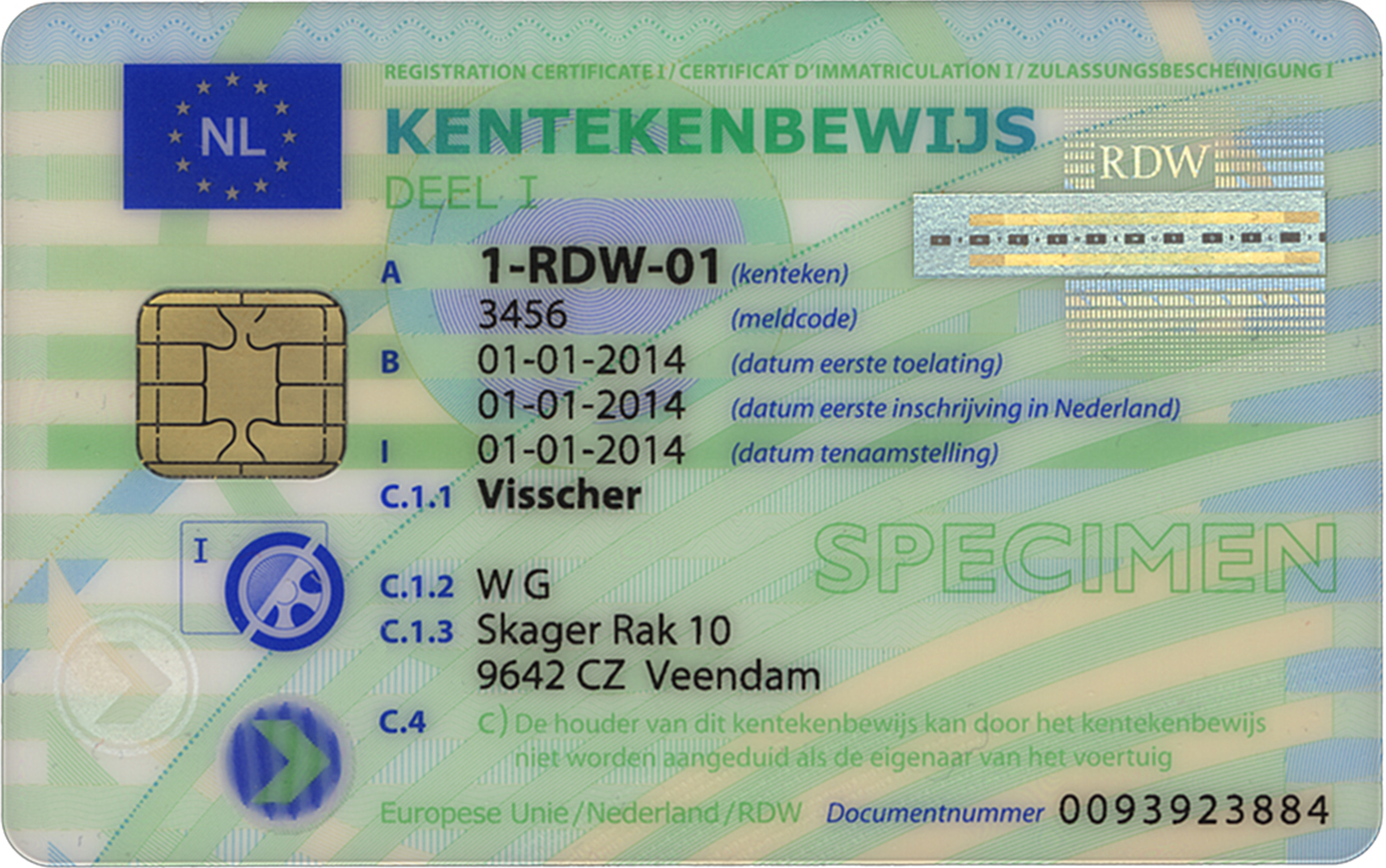
Libretto di circolazione (fronte) in uso dal 2014

Dal 1º gennaio 2014 nei Paesi Bassi il libretto di circolazione (kentekenbewijs) è plastificato, in formato carta di credito. Questa card e la patente di guida (che è delle stesse dimensioni) sono gli unici documenti che un conducente deve portare con sé ogniqualvolta guidi un veicolo in questo Stato. La carta, di colore verde, è identica per ogni categoria di automezzo, differiscono solamente le informazioni dettagliate riguardanti il veicolo a cui è abbinata, contenute in un microchip. Tutte le immatricolazioni emesse anteriormente alla data sopra specificata rimangono valide finché la vettura non cambia proprietario o fino a quando il proprietario non richieda l'emissione di documenti di immatricolazione sostitutivi. Mentre in precedenza si richiedeva il cosiddetto "certificato di trasferimento" (un documento separato che veniva rilasciato contestualmente all'immatricolazione) per vendere un veicolo, dal 2014 l'overschrijvingsbewijs è stato sostituito da un codice. Basta dunque avere con sé la card e il codice corretto per poter vendere un autoveicolo o motoveicolo, anche se non si è più in possesso della lettera originale (che viene consegnata al proprietario in concomitanza con la nuova immatricolazione) indicante il codice.

### Autovetture
Targa su un'unica linea         Targa su due linee        Targa con formato americano
Le targhe emesse per questa categoria di veicoli, fatta eccezione per quelli d'epoca o con formati speciali, fanno parte della serie 9 e devono essere applicate sia sulla parte anteriore che su quella posteriore del veicolo. Di questa categoria fanno parte anche i quad, i sidecar e i motocicli a tre ruote come il Piaggio MP3; in questi casi la targa deve essere applicata solo sul lato posteriore del veicolo.

#### Taxi
A partire da dicembre 2000, la targa è azzurra con caratteri neri e senza banda blu; è assegnata sia ai taxi che alle vetture adibite a noleggio con conducente. Il numero di immatricolazione è indipendente dall'uso che viene fatto del veicolo (privato o taxi), quello che cambia è il colore della targa; ad esempio un veicolo prima adibito a uso privato e successivamente a taxi, in fase di cambio di destinazione, dovrà, pur mantenendo lo stesso numero di targa, averne una nuova di colore diverso.

#### Auto d'epoca
Oldtimer         Youngtimer

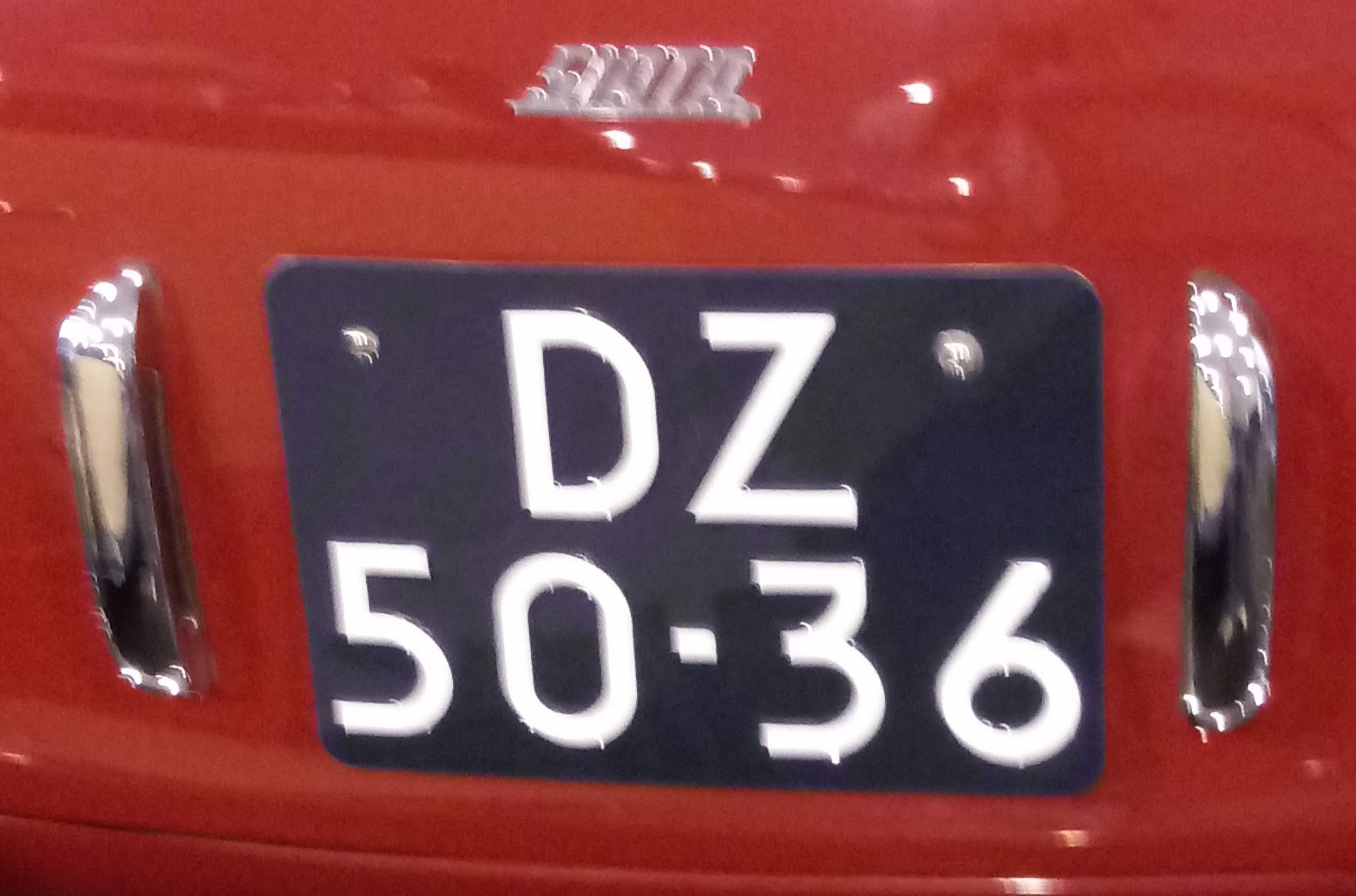
Targa su due linee apposta su una Siata-Ford cabriolet oldtimer

La targa è di colore blu scuro con caratteri bianchi senza banda blu UE e sigla internazionale NL; introdotta nel 1988, è destinata alle auto d'epoca d'importazione, che si distinguono in oldtimer (ante 1973) e youngtimer (1973–1977). Le prime utilizzano la serie 1 con le combinazioni DE, DH, DL, DM, DR, AE, AH, AL, AM, AR, DZ e PM, mentre le seconde la serie 3 con le combinazioni YA, YB e YD. Le auto invece risalenti alle stesse epoche, ma originariamente immatricolate nei Paesi Bassi, conservano la vecchia targa. È facoltà del proprietario richiedere la targa gialla con la banda blu europea e la sigla internazionale NL.

### Motocicli
Le targhe emesse per questa categoria di veicoli, fatta eccezione per quelli d'epoca o con formati speciali, fanno parte della serie 8, riportano come prima lettera della sequenza la M e devono essere applicate solo sul lato posteriore del veicolo. 

#### Motocicli d'epoca
La targa è blu scura con caratteri bianchi senza banda europea NL ed è destinata alle moto d'epoca d'importazione immatricolate fino al 1977. Le moto d'epoca utilizzano la serie 1 con le combinazioni AM e DM. Le moto invece risalenti alla stessa epoca ma originariamente immatricolate nei Paesi Bassi conservano la vecchia targa. È facoltà del proprietario richiedere la targa gialla con banda europea NL.

### Ciclomotori e quadricicli leggeri
Le targhe emesse per queste categorie di veicoli fanno parte della serie 11, senza trattini di separazione tra lettere e numeri, riportano come prima lettera della sequenza la D o la F e devono essere applicate solo sul lato posteriore del veicolo. Non sono previste targhe speciali.

#### Ciclomotori con velocità limitata a 25 km/h
Targa quadrata         Targa lunga
La targa è azzurra o celeste con caratteri bianchi e senza banda europea NL. I ciclomotori con velocità limitata a 25 km/h sono guidabili senza casco e autorizzati a circolare anche sulle piste ciclabili.
Dal 15/10/2008 al 31/12/2010 i segway avevano la stessa targa dei ciclomotori sopra specificati. Dal 2011 questi veicoli, pur essendo privi di targa d'immatricolazione, devono avere una targa assicurativa per poter circolare su strade pubbliche.

#### Quadricicli leggeri e ciclomotori con velocità limitata a 45 km/h
Targa quadrata         Targa lunga
La targa è gialla con caratteri neri e sprovvista della banda europea NL. I ciclomotori con velocità limitata a 45 km/h sono guidabili con il casco e autorizzati a circolare solo sulle strade aperte al traffico motorizzato.

### Veicoli a uso commerciale
I veicoli a uso commerciale, fatta eccezione per quelli d'epoca e con targhe speciali, riportano come prima lettera della sequenza la V se di massa inferiore a 3,5t, la B se di massa superiore a 3,5t e devono essere applicate sia sulla parte anteriore che su quella posteriore del veicolo.

#### Veicoli a uso commerciale con massa <3,5t
Vi rientrano anche le autovetture aziendali a uso promiscuo. Dal 2019 le targhe emesse per questa categoria di veicoli facevano parte della serie 11 (del tipo VXX-99-X). Dall'8 gennaio 2024 è iniziata la nuova combinazione che rientra nella serie 12 (del tipo V-99-XXX).

#### Veicoli a uso commerciale con massa >3,5t
Dal 2012 le targhe emesse per questa categoria di veicoli fanno parte della serie 7. Vi rientrano anche gli autobus.

#### Veicoli d'epoca a uso commerciale
La targa è di colore blu scuro con caratteri bianchi senza banda europea NL ed è destinata ai veicoli commerciali d'epoca d'importazione immatricolati fino al 1977. I veicoli commerciali utilizzano la serie 1 con la combinazione BE. Quelli invece risalenti alla stessa epoca ma originariamente immatricolati nei Paesi Bassi conservano la vecchia targa. È facoltà del proprietario richiedere la targa gialla con banda europea NL.

### Rimorchi

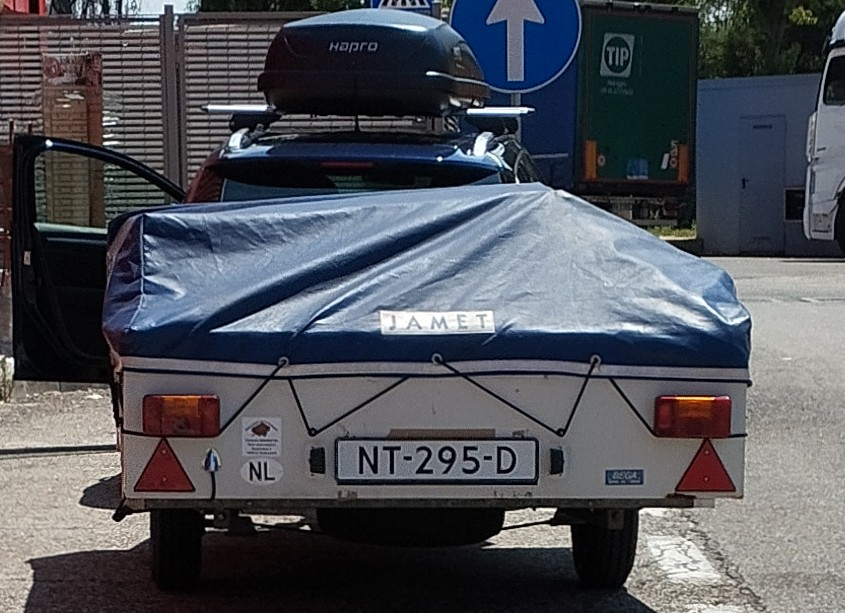
Targa ripetitrice (serie 9) apposta su un rimorchio leggero (con massa <750 kg)

I rimorchi riportano una targa ripetitrice di quella della motrice o veicolo trattore se di massa inferiore a 750 kg oppure una targa propria se di massa superiore a 750 kg; entrambe devono essere applicate solo sulla parte posteriore del veicolo.

#### Rimorchi con massa <750kg
La targa è bianca con caratteri neri senza banda europea NL. Questa targa è utilizzata, oltre che sui piccoli rimorchi di massa <750 kg (ossia sui carrelli appendice), anche nel caso di targa coperta da un portabagagli o un portabiciclette e nel caso di rimorchi o semirimorchi registrati all'estero che, in accordo con la normativa nazionale del Paese di registrazione del rimorchio o semirimorchio stesso, necessitano di targa ripetitrice.

#### Rimorchi con massa >750kg
Le targhe emesse per questa categoria di veicoli, fatta eccezione per con targhe speciali, fanno parte della serie 6 e riportano come prima lettera della sequenza la W. Di questa categoria fanno parte anche le roulotte.

### Semirimorchi
Le targhe emesse per questa categoria di veicoli, eccettuati quelli con targhe speciali, fanno parte della serie 4, riportano come prima lettera della sequenza la O (iniziale di Oplegger, cioè "semirimorchio" in olandese) e devono essere applicate solo sulla parte posteriore del veicolo.

### Veicoli a motore con velocità limitata

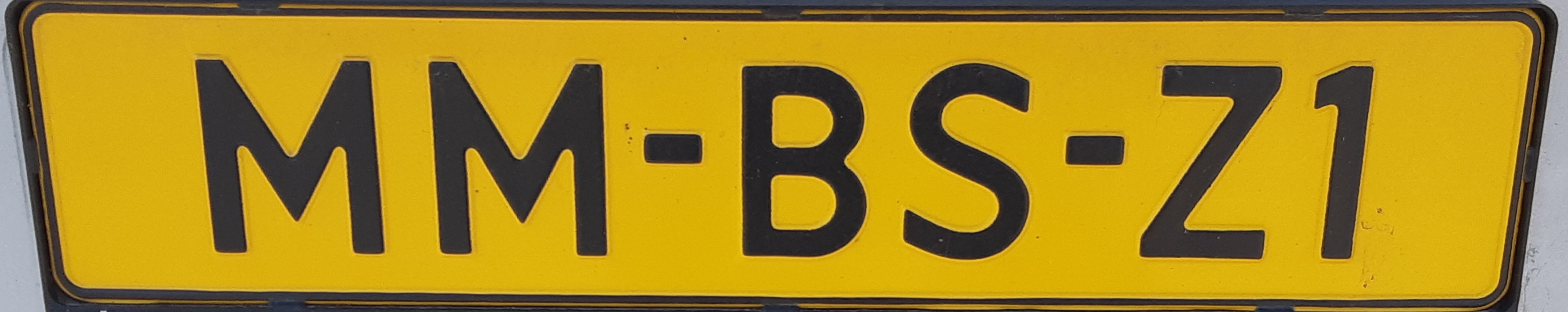
Formato con il codice "Z1" assegnato fino al 2021 ai veicoli a motore con velocità limitata

I veicoli a motore con velocità limitata comprendono i veicoli commerciali la cui velocità di costruzione è stata ridotta a 25 km/h (Z1) o 45 km/h (Z2 e Z3) per poter essere utilizzati nelle aziende agricole. Con la categoria T sulla patente di guida, i giovani che abbiano compiuto sedici anni possono condurre questi veicoli anche se non sono ancora in possesso di una patente di guida B. 
Fino alla fine del 2020 non esisteva un formato ufficiale per questi mezzi, che venivano contraddistinti da targhe con il codice Z1. Dal 1º gennaio 2021 sono soggetti all'immatricolazione e hanno la stessa serie assegnata ai trattori agricoli e forestali, che inizia con una "T" (vd. sotto).

### Mezzi agricoli e forestali

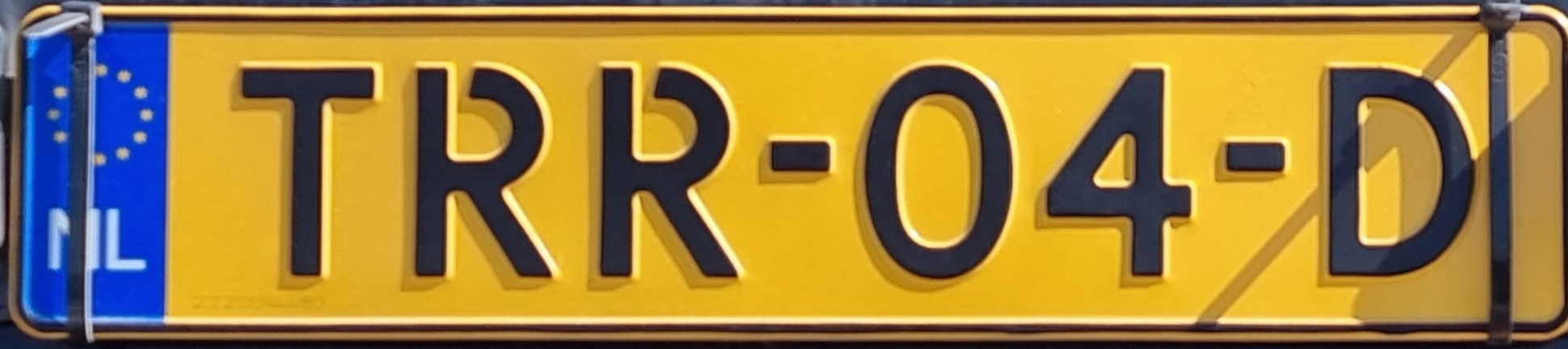
Formato per mezzi agricoli e forestali introdotto nel 2021

Dal 1º gennaio 2021 i mezzi agricoli e forestali nuovi devono essere immatricolati se la velocità di costruzione supera i 25 km/h, mentre quelli esistenti sono soggetti a un regime transitorio fino al 1º gennaio 2025. Da tale data tutti i veicoli di questa categoria dovranno essere immatricolati. La combinazione alfanumerica inizia con la lettera T. 
I proprietari di mezzi agricoli o forestali con targhe della serie GV (non registrati nei Paesi Bassi) non sono tenuti a sostituirle.

### Rimorchi agricoli

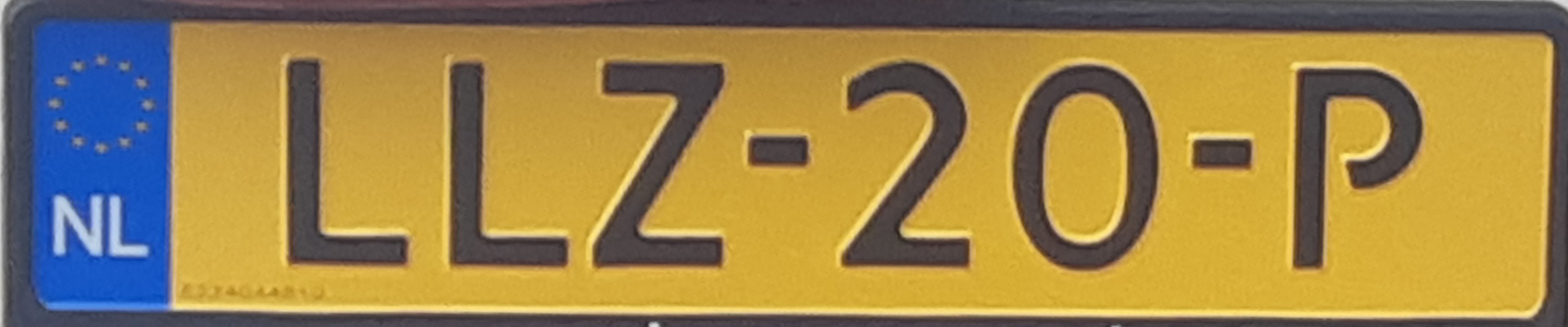
Esempio di formato in uso dal 2021 per rimorchi agricoli

Se un rimorchio trainato da una macchina agricola o forestale ha una targa propria, la sequenza alfanumerica inizia con una L; in caso contrario, è necessario utilizzare una targa ripetitrice bianca senza banda blu NL (vd. sopra).

### Duplicati
Lo smarrimento o la distruzione delle targhe comporta l'emissione di un duplicato che riporta gli stessi numeri e lettere della registrazione originale. Lo smarrimento o la distruzione di solo una delle due targhe, qualora siano entrambe previste, comporta il ritiro della targa superstite e l'emissione del duplicato della coppia di targhe.

#### Duplicati temporanei
La targa è bianca con caratteri neri senza banda europea NL e riporta, oltre al numero di targa originale, due piccole cifre ruotate di 90° in senso antiorario riportanti il successivo mese di scadenza.

#### Duplicati definitivi
La targa riporta, oltre alla sequenza alfanumerica originale, una piccola cifra sopra il primo trattino. Essa indica il numero di duplicato della targa stessa.

## Targhe e sigle speciali

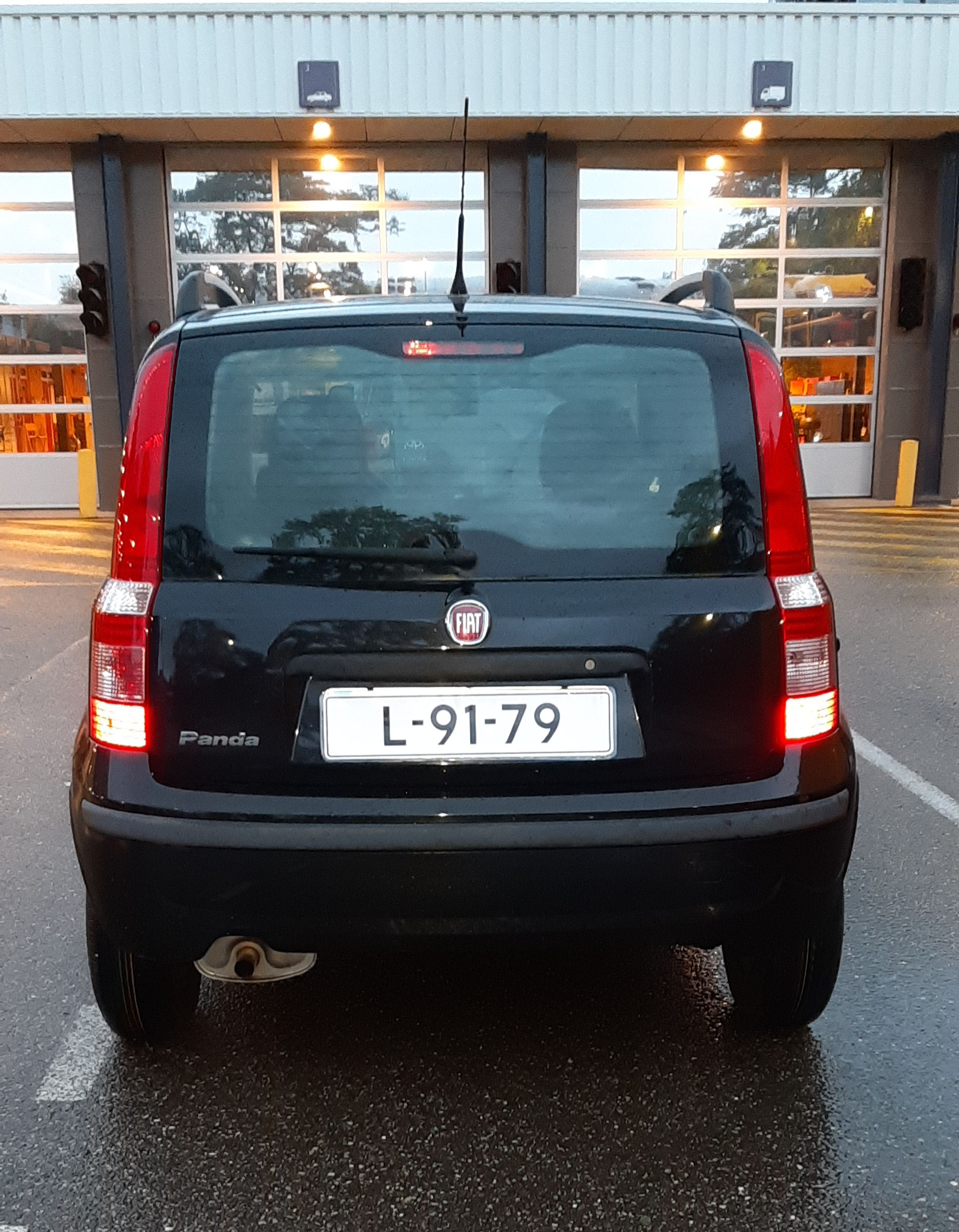
Targa di validità un giorno emessa nella provincia dell'Olanda Meridionale

Le targhe di veicoli di proprietà di alcuni Corpi od organizzazioni internazionali, di veicoli specifici o immatricolati per tempi ridotti, hanno un formato differente da quelle standard secondo il seguente schema:
| Targa | Formato | Descrizione |
| --- | --- | --- |
| | AA, seguito da due o tre cifre | Veicoli in servizio presso la famiglia reale. |
| | BO, serie 1 e 3; caratteri neri su fondo bianco | Rimorchi immatricolati in Paesi esteri dove non necessitano di una targa propria e che devono essere agganciati a una motrice o veicolo trattore olandese. |
| | KL, KN, KO, KP, KR, KS, KT, KU, KV, KX, KY, KZ, KA, serie 1 e KL, KZ, KP, serie 3 | Veicoli ufficiali dell'esercito (Koninklijke Landmacht). Le vecchie targhe senza la banda europea non sono state sostituite e sono sempre in circolazione. Questo tipo di targa, anche se sempre in uso, non viene più rilasciato. |
| | KM, serie 1 | Veicoli ufficiali della marina militare (Koninklijke Marine). Le vecchie targhe senza la banda europea non sono state sostituite e sono sempre in circolazione. Questo tipo di targa, anche se sempre in uso, non viene più rilasciato. |
| | LM, serie 1 | Veicoli ufficiali dell'aeronautica militare (Koninklijke Luchtmacht). Le vecchie targhe senza la banda blu UE non sono state sostituite e sono sempre in circolazione. |
| | KV, serie 1 | Veicoli ufficiali dei Koninklijke Marechaussee, un corpo di polizia militare con compiti molto simili a quelli dei Carabinieri italiani. Le vecchie targhe senza la banda europea non sono state sostituite e sono sempre in circolazione. Questo tipo di targa, anche se sempre in uso, non viene più rilasciato. |
| | DM, serie 7, 9 e 10 (solo le prime due lettere fisse) | A partire dal 2014, automezzi ufficiali delle forze armate, indipendentemente dalla forza armata di appartenenza del veicolo. |
| | RC, serie 1 | Veicoli ufficiali della base NATO JFCBs presso Brunssum. RC deriva dal francese Région Centrale e risale a quando, prima del 1967, il quartier generale era in Francia. Le vecchie targhe senza banda europea e sprovviste dei trattini di separazione, non sono state sostituite e sono sempre in circolazione. |
| | AF, serie 5 | Veicoli di proprietà del personale assegnato al comando NATO JFCBs. Le lettere AF derivano dal vecchio nome del comando (AFCENT). Questa targa non viene più rilasciata dai primi anni Duemila per motivi di sicurezza. |
| | SC, serie 3 C, una lettera, quattro cifre, serie 1 | Veicoli civili della base militare degli Stati Uniti, la 254th BSB (Base Support Battalion). La base è localizzata presso Schinnen, da cui le lettere SC. La targa è di tipo vecchio, antecedente al 1999, senza cornice nera, provvista di banda europea senza però l'indicativo nazionale NL. Sopra il primo trattino è riportata una stella e le prime due cifre denotano l'anno di emissione. Dal 1980 al 2005 le targhe dei veicoli delle forze armate statunitensi seguivano la serie 1 con prima lettera sempre C, che precedeva una seconda lettera. Non vi erano trattini, ma, a separazione tra le due lettere e le quattro cifre, vi era una stella. |
| | Due lettere sequenziali, tre cifre, lettera N; caratteri bianchi (il font è il FE-Schrift) su fondo nero | Veicoli di proprietà del personale militare dei Paesi Bassi di stanza in Germania. La lettera N è distintiva dei Paesi Bassi e sta per Nederlands. La banda NL non è obbligatoria. |
| | Due lettere sequenziali, due cifre, lettera D; caratteri gialli su fondo nero | Veicoli di proprietà del personale militare della Germania di stanza nei Paesi Bassi. La lettera D dopo le cifre è distintiva della Germania e sta per Duitsland. |
| | FH, HA e HF, serie 1, 2 e 3; fondo di colore verde e senza banda europea NL | Targa prova utilizzata da meccanici e concessionari a partire da febbraio 2001. Le lettere HA stanno per Handelaren, che in olandese significa "commercianti". La combinazione HC è riservata ai ciclomotori, OA ai rimorchi. |
| | HH; fondo di colore bianco e senza banda europea NL, sostituita da uno scudetto con la bandiera olandese che in alto riporta la scritta "HOLLAND"; le lettere sono posizionate sulla riga superiore, la numerazione a quattro cifre su quella inferiore | Ciclomotori immatricolati all'estero fino al 31/10/2005, quando nei Paesi Bassi questi veicoli erano sprovvisti di targa d'immatricolazione. |
| | CD, serie 1 e 3 | Veicoli di proprietà di entità diplomatiche o persone con status diplomatico. CD deriva dal francese Corps Diplomatique. |
| | CDJ, seguito da due/tre cifre | Veicoli di proprietà di giudici e personale diplomatico presso la Corte internazionale di giustizia. |
| | BN e GN, serie 1, 2 e 3 | Veicoli in esenzione di imposte per cittadini stranieri. La sigla BN deriva da Buitenlander in Nederland ("straniero nei Paesi Bassi") e GN da Geen Nederlander ("non dei Paesi Bassi"). A seconda della numerazione si ha una diversa tipologia di esenzione: - 00-01 - 69-99 veicoli registrati a condizione di trasferimento all'estero entro un tempo prefissato; - 70-00 - 88-99 veicoli di proprietà di personale non diplomatico in servizio presso ambasciate, consolati e organizzazioni internazionali; - 89-00 - 89-99 casi particolari da determinarsi di volta in volta con decisione del Ministero delle Finanze; - 90-00 - 99-99 veicoli esenti da imposte che non rientrano nei casi precedenti. |
| | Targa sprovvista di banda blu UE, fondo di colore rosso con caratteri neri o bianchi e prefisso B o V oppure con caratteri bianchi e lettere KL-M anteposte a una cifra, un trattino e una coppia di cifre o KM (serie 1)                               | Il formato con la prima lettera V o B è utilizzato su terreno privato dai veicoli delle acciaierie Hoogovens a IJmuiden, quello con le lettere KM è assegnato agli automezzi della Koninklijke Marine a Den Helder, mentre la serie con le lettere KL-M identifica i veicoli speciali all'interno dell'aeroporto di Amsterdam-Schiphol. Tutti e tre i tipi devono essere sostituiti dal formato standard (con fondo giallo e caratteri neri) mantenendo le medesime lettere e cifre qualora i veicoli vengano guidati su strade pubbliche. |
| | Sequenza alfanumerica come nelle serie 8 e 13 ma con un solo trattino a separare i primi tre caratteri dai secondi tre; fondo di colore bianco, senza bordo nero e senza banda europea NL                                                               | Targhe temporanee da esportazione con validità 14 giorni. A differenza di quanto accade in altri Paesi per la medesima tipologia di targhe, queste targhe non riportano esplicitamente la data di scadenza, ma è comunque possibile ricavare (dal secondo, terzo e quarto carattere) la data di emissione delle stesse e, aggiungendovici quindi 14 giorni, la data di scadenza. \| 2° carattere, sempre una lettera, anno di rilascio, si ripete ogni 10 anni - B 1990, 2000, 2010... - D 1991, 2001, 2011... - F 1992, 2002, 2012... - G 1993, 2003, 2013... - H 1994, 2004, 2014... - J 1995, 2005, 2015... - M 1996, 2006, 2016... - N 1997, 2007, 2017... - P 1998, 2008, 2018... - R 1999, 2009, 2019... \| 3° carattere, sempre una lettera, mese di rilascio - B gennaio - D febbraio - F marzo - G aprile - H maggio - J giugno - M luglio - N agosto - P settembre - R ottobre - T novembre - V dicembre \| 4° carattere, lettera o numero, giorno di rilascio - 1 1 - 2 2 - 3 3 - 4 4 - 5 5 - 6 6 - 7 7 - 8 8 - 9 9 - 0 10 - B 11 - C 12 - D 13 - F 14 - G 15 - H 16 - I 17 - J 18 - K 19 - L 20 - M 21 - N 22 - Q 23 - P 24 - R 25 - S 26 - T 27 - V 28 - W 29 - X 30 - Z 31 \|                                                                      |
| | Una lettera, due cifre, due ulteriori cifre; fondo di colore bianco e senza banda europea NL | La numerazione da 00-01 a 23-99 indica targhe con validità 30 giorni. La numerazione da 24-00 a 99-99 indica invece targhe con validità di un solo giorno, apposte per effettuare la revisione e per il percorso da dove si trova il veicolo al centro di revisione e viceversa; le targhe del secondo tipo specificato, che possono essere anche di cartone, non sono valide al di fuori dei Paesi Bassi. Fatta eccezione per le lettere W e X, il primo carattere si riferisce alla provincia dove il veicolo è stato immatricolato temporaneamente, secondo il seguente schema: - A - Frisia (capoluogo: Leeuwarden); - E - Groninga e Drenthe (cap.: Groninga / Groningen); - H - Overijssel e Noordoostpolder (parte del Flevoland); - K - Olanda Settentrionale (cap.: Haarlem); - L - Olanda Meridionale (cap.: L'Aia / Den Haag); - N - Zelanda (cap.: Middelburg); - P - Utrecht e Flevoland Meridionale (cap.: Utrecht); - S - Gheldria e Flevoland Orientale (cap.: Arnhem); - T - Brabante Settentrionale (cap.: 's-Hertogenbosch); - V - Limburgo (cap.: Maastricht); - W - codice riservato ai rimorchi (sede dell'ufficio di emissione: Veendam); - X - codice emesso in tutto il territorio nazionale (sede dell'ufficio di emissione: Veendam). |
| | Lettera F, due cifre, due ulteriori cifre; fondo di colore bianco e senza banda europea NL | Targa temporanea di un solo giorno. |
| | Lettera Z, due cifre e due ulteriori cifre; fondo di colore bianco e senza banda europea NL | Immatricolazioni temporanee (durata massima: una settimana) per veicoli da esportare all'estero o importati nei Paesi Bassi. |
| | GV, serie 1, 2 e 3 | Veicoli agricoli non immatricolati nei Paesi Bassi con necessità di passare il confine. La targa viene emessa su richiesta del proprietario. GV deriva da Grensverkeer (cioè "lavoro frontaliero"). |
| | ZZ, serie 1 e 2. Serie 2 (aggiornata al 16/01/2024): 00-03-ZZ - 03-73-ZZ 10-00-ZZ - 10-06-ZZ 20-00-ZZ - 31-25-ZZ | Veicoli speciali che non necessitano di revisione periodica, quali autogrù di portata elevata o filobus. |
| 2° carattere, sempre una lettera, anno di rilascio, si ripete ogni 10 anni - B 1990, 2000, 2010... - D 1991, 2001, 2011... - F 1992, 2002, 2012... - G 1993, 2003, 2013... - H 1994, 2004, 2014... - J 1995, 2005, 2015... - M 1996, 2006, 2016... - N 1997, 2007, 2017... - P 1998, 2008, 2018... - R 1999, 2009, 2019... | 3° carattere, sempre una lettera, mese di rilascio - B gennaio - D febbraio - F marzo - G aprile - H maggio - J giugno - M luglio - N agosto - P settembre - R ottobre - T novembre - V dicembre                                                        | 4° carattere, lettera o numero, giorno di rilascio - 1 1 - 2 2 - 3 3 - 4 4 - 5 5 - 6 6 - 7 7 - 8 8 - 9 9 - 0 10 - B 11 - C 12 - D 13 - F 14 - G 15 - H 16 - I 17 - J 18 - K 19 - L 20 - M 21 - N 22 - Q 23 - P 24 - R 25 - S 26 - T 27 - V 28 - W 29 - X 30 - Z 31 |

## Isole BES
Le Isole BES (o Paesi Bassi caraibici) Bonaire, Saba e Sint Eustatius, integrate nei Paesi Bassi dopo la dissoluzione delle Antille Olandesi (10 ottobre 2010), sono municipalità speciali dei Paesi Bassi. In quanto tali hanno deroghe su diverse materie rispetto alle province continentali. Una di queste riguarda le regole di circolazione stradale e conseguentemente anche le targhe. Queste sono di formato "americano" 6 × 12 pollici (15,24 × 30,48 cm), di fondo diverso per ciascuna isola e riportano il nome dell'isola per esteso con il relativo motto. Il motto di Bonaire è DIVERS PARADISE, quello di Saba THE UNSPOILED QUEEN, mentre quello di Sint Eustatius è THE HISTORIC GEM. Le targhe ordinarie per le autovetture iniziano con la lettera B per Bonaire, S per Saba ed E per Sint Eustatius; quelle per i veicoli commerciali iniziano tutte con la lettera V. Targhe con lettere diverse assegnate a ciascuna isola vengono emesse per taxi ("TX" a Bonaire, "T" a Saba e a Sint Eustatius), auto a noleggio, vetture governative e autobus. Ogni lettera è seguita da un numero che avanza progressivamente a partire da 1.
 Targa di Bonaire         Targa di Saba         Targa di Sint Eustatius